# Проблема трьох тіл
«Проблема трьох тіл» (кит. трад. 三體, спр. 三体, піньїнь: sāntǐ, буквально «Три тіла») — роман китайського письменника-фантаста Лю Цисіня в жанрі наукової фантастики. Є першою частиною трилогії автора — «Пам'ять про минуле Землі» (кит. спр. 地球往事, піньїнь: Dìqiú Wǎngshì, буквально «Минуле Землі»), однак китайські читачі в цілому сприймають трилогію за назвою першого роману.
Написаний у 2006 році і виданий в журнальній серії «Світ наукової фантастики» (кит. спр. 科幻世界, піньїнь: Kēhuàn shìjiè). Вийшов окремою книгою у 2008 році, ставши одним із найпопулярніших фантастичних романів Китаю. Знайшов широке світове визнання після перекладу англійською 2014 року, що виконав відомий американський письменник-фантаст Кен Лю. Того ж року був номінований на премію «Неб'юла», а у 2015 році став володарем премії «Г'юго» як найкращий фантастичний роман року.
Назва роману відсилає читача до проблеми трьох тіл, однієї з нерозв'язних в аналітичному вигляді задач небесної механіки. Інопланетянам, що живуть в зоряній системі з трьома зорями, загрожує загибель. Сигнал, посланий в космос із Китаю часів Культурної революції, спонукає їх спорядити флот вторгнення для захоплення Землі. За час польоту люди напевне перевершать прибульців у розвитку, тому загарбники беруться перешкодити прогресу землян, чому вчений Ван Мяо вирішує завадити.
Влітку 2016 року планувався вихід на екрани однойменного фільму, зйомки якого почалися в Китаї навесні 2015 року. Проте фільм на екрани не вийшов. У вересні 2020 року Девід Беніофф і Ді Бі Вайсс оголосили про намір створити адаптований серіал за мотивами цього роману для показу на сервісі Netflix.

## Зміст
Дія роману починається в епоху розпалу Культурної революції в Китайській республіці. Героїня, жінка-астрофізик Є Веньцзє, стає свідком переслідувань і вбивства батька, вся вина якого полягає в захисті фізики від маоїстської ідеології. У той самий час китайський уряд запускає надсекретний проєкт «Червоний берег», мета якого — пошук позаземних цивілізацій за допомогою створення величезного радіотелескопа і відправлення в космос радіосигналів. Залученій до проєкту Є Веньцзє вдається, використовуючи Сонце як ретранслятор, відправити в космос послання інопланетянам. Вона отримує з космосу у відповідь послання-попередження з проханням більше ніколи не виходити на зв'язок. Незважаючи на це, Є Веньцзє використовує «Червоний берег», щоб запросити інопланетян на Землю. Вона сподівається на знищення прибульцями баченого нею несправедливого ладу.
На початку XXI століття інший вчений, нанотехнолог Ван Мяо, стає свідком низки дивних подій у світовій науці — експерименти на прискорювачах заряджених частинок дають суперечливі результати, вчені здійснюють самогубства. На самого Ван Мяо теж здійснюється тиск — йому всюди ввижаються цифри з лячним зворотним відліком, які зникають лише після того, як Ван Мяо перериває свої дослідження. Військові та спецслужби різних країн вважають, що хтось намагається загальмувати науковий прогрес на Землі. Ключем до розгадки є відеогра «Три тіла», до якої приєднується і герой. «Три тіла», використовуючи образи земних історичних діячів, таких, як Мо-Цзи, Ісаак Ньютон і Альберт Ейнштейн, розповідає історію світу з трьома сонцями — планети Трисоляріс, що знаходиться на нестійкій орбіті в потрійний зоряній системі Альфи Центавра. Цивілізації Трисоляріса розвиваються і гинуть, між чим настають «Епохи Хаосу», коли планета виявляється занадто близько до зірок або занадто далеко від них. Поступово трисоляріани досягають рівня розвитку науки сучасного людства та відкривають, що невдовзі їхня планета може загинути остаточно.
Згодом виявляється, що через гру «Три тіла» вербує нових прихильників Рух «Земля — Трисоляріс» (РЗТ) — свого роду «п'ята колона», організація, створена Є Веньцзє і американським мільярдером-алармістом Майклом Евансом з метою віддати планету в руки трисоляріан. Військові, використовуючи винахід Ван Мяо — ниткоподібні нанокристали — знищують пересувну базу Руху, корабель «День гніву». Заволодівши архівом Руху, герої розуміють, що знаходяться в центрі інопланетного вторгнення, що вже триває. Трисоляріани зневірилися знайти рішення математичної задачі трьох тіл, яка могла б забезпечити Трисолярісу, що перебуває на межі загибелі, стабільну орбіту. В сигналі Є Веньцзє тоталітарна влада Трисоляріса побачила шанс на порятунок — з Альфи Центавра відправлений флот космічних кораблів, який прибуде до Землі через 450 років. Правитель Трисоляріса з радіопередач Руху розуміє, що до часу прильоту люди технологічно перевершать прибульців. Тому загарбники вирішують загальмувати розвиток людей через своїх агентів. Для цього трисоляріани відправляють зі швидкістю світла до Землі два «софони» — комп'ютери зі штучним інтелектом, згорнутих до розмірів протона. Квантово заплутані копії цих «софонів» на Трисолярісі дозволяють в реальному часі спостерігати за Землею і коригувати діяльність частинок. Через «софони» іншопланетяни швидко розкривають будь-які плани землян, саботують дослідження і спілкуються з Рухом, який популяризує відмову від високих технологій.
У фіналі роману трисоляріани через «софон» звертаються безпосередньо до героїв, що розкрили змову, з коротким презирливим посланням «ви — комахи». Поліцейський Ши Цян підбадьорює своїх товаришів-вчених та показує їм сарану — комах, яких люди не в змозі винищити, навіть незважаючи на перевагу в технологіях; таким чином, і людство здатне вижити в боротьбі з ворогом, що багаторазово перевершує їх у розвитку.

## Трилогія
Наступні книги трилогії «Пам'ять про минуле Землі»:
- «Темний ліс» (黑暗森林, 2008)
- «Вічне життя Смерті» (死神永生, 2010)

## Адаптації
- «Побачення з майбутнім» (2022) — документальний телесеріал виробництва Шанхаю про наукові ідеї, що лежать в основі роману[9].
- «Три тіла» (2023) — телесеріал виробництва КНР. У лютому 2024 став доступний також на американському потоковому сервісі Peacock[10].
- «Проблема трьох тіл» (2024) — телесеріал американського виробництва для потокового сервісу Netflix за мотивами трилогії «Пам'ять про минуле Землі»[11].

## Переклади українською
- Лю Цисінь (2017). Проблема трьох тіл. Переклад з китайської: Євген Ширинос. Київ: BookChef. 432 стор. ISBN 978-617-7559-08-4.

Засновниця сходознавчого видавництва «Сафран» Світлана Призинчук стверджує, що Євген Ширинос не перекладач з китайської мови, а твір перекладено з мови-посередника. При перекладі загублено деякі глави та змінено порядок інших.